# Abraxas intensa
Abraxas intensa är en fjärilsart som beskrevs av Cockerell 1906. Abraxas intensa ingår i släktet Abraxas och familjen mätare. Inga underarter finns listade i Catalogue of Life.